# Ołtarz główny w kościele Świętych Jana Chrzciciela i Marcina w Schwabach

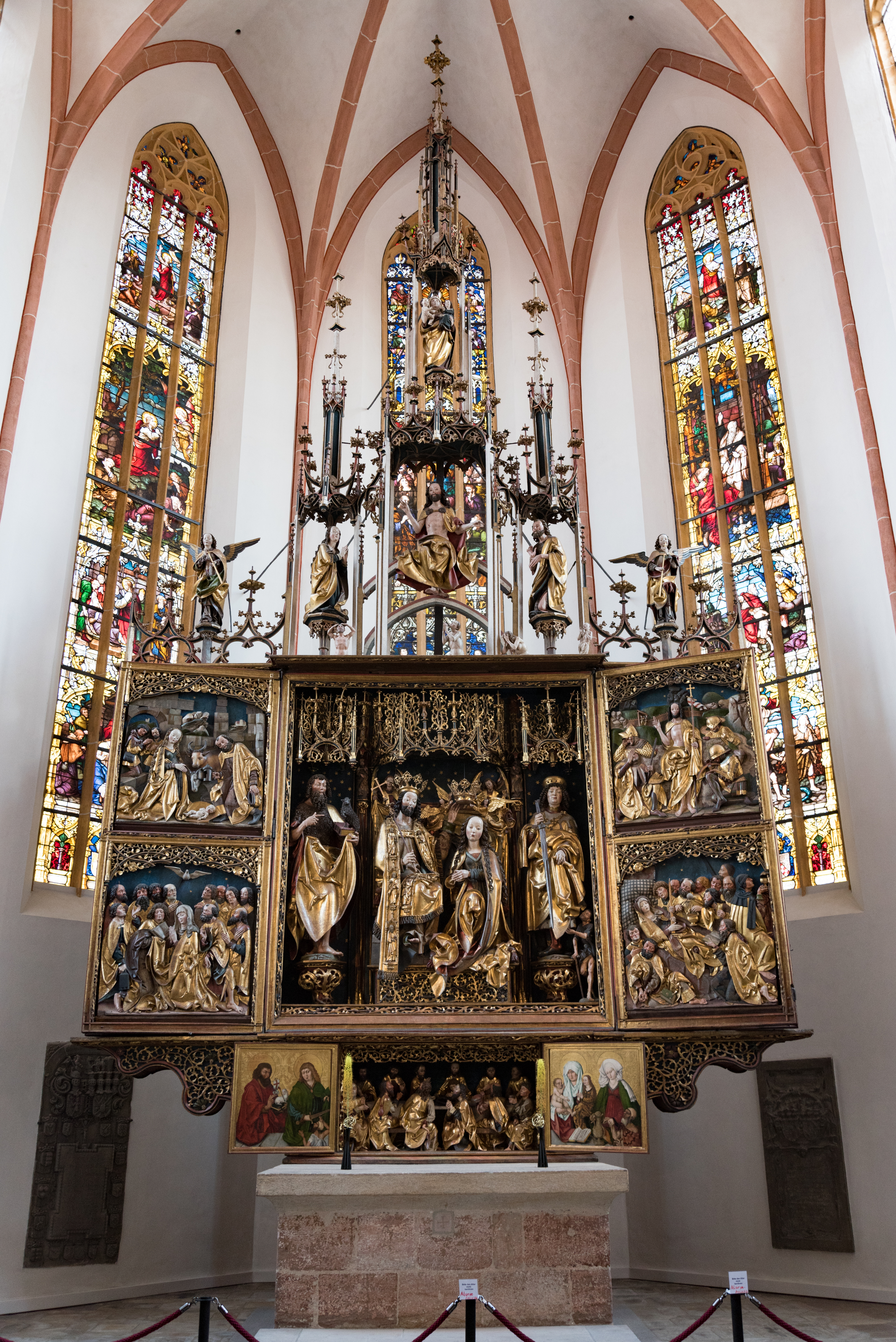
Widok ogólny retabulum w odsłonie świątecznej

Ołtarz główny w kościele Świętych Jana Chrzciciela i Marcina w Schwabach (niem: Schwabacher Altar) – późnogotyckie retabulum ołtarzowe w formie poliptyku. Znajduje się we wschodniej części prezbiterium kościoła farnego w Schwabach w Środkowej Frankonii (Bawaria, Niemcy). Autorami retabulum prawdopodobnie są Wit Stwosz (rzeźby i płaskorzeźby) i Michael Wolgemut (malowidła).

## Dzieje
Ołtarz konsekrowano 12 października 1505 roku przez biskupa pomocniczego Eichstätt, Kaspara Trobitscha, natomiast retabulum w obecnym kształcie powstało w 1508. Niektóre malowidła skrzydeł ołtarzowych zostały ukończone w 1506. Umowa poręczenia radnego Norymbergi Wilhelma Derrera z 27 kwietnia 1507 adresowana do rady miasta Schwabach wspomina o dwóch starszych kontraktach (które do dziś się nie zachowały) pomiędzy miastem a Michaelem Wolgemutem, (nauczycielem Albrechta Dürera), zaś zachowany kontrakt dotyczy zmian wyglądu ołtarza, fundatorzy pragnęli wzbogacić retabulum o rzeźby i reliefy, co miało ich kosztować 600 florenów. Ponadto rajcy Szwabachu ustalili termin ukończenia retabulum na wrzesień 1508.

## Wygląd
Liczące ponad piętnastu metrów wysokości retabulum głównego ołtarza fary w Schwabach należy do największych tego typu dzieł w Rzeszy. Jest to retabulum szafiaste w formie poliptyku składający się z części środkowej (szafy) flankowanej trzema parami skrzydeł w tym dwoma parami skrzydeł ruchomych. Poniżej szafy zamykana predella, zaś powyżej ażurowe zwieńczenie. Dobór scen w poszczególnych kwaterach został  dopasowany do porządku liturgicznego, zgodnie z nim zamykano częściowo (w dni powszechne), lub całkowicie (w dni świąteczne) retabulum, zaś w święta pozostawało całkowicie otwarte. Rozbudowana struktura retabulum łączy się z wysublimowanymi treściami ideowymi skupionymi wokół Rodowodu, Radości i Boleści Marii oraz żywotów patronów fary w Schwabach.

### Odwrocie ołtarza
Część środkowa retabulum ma malowany rewers (widoczny od strony wschodniej) gdzie ukazano cykl przedstawień poświęconych genealogii Chrystusa i Marii. Od strony ikonograficznej wątek ten został ukazany w typie łączącym tradycyjne drzewo genealogiczne z późnogotyckim tematem Rodziny Marii, gdzie ukazano Marię z Dzieciątkiem i świętym Józefem, świętą Annę Samotrzeć z mężem Joachimem, oraz jej siostrami – Marię Salome i Marię Kleofasową z ich mężami Zebedeuszem i Kleofasem oraz dziećmi. Na rewersie predelli dwa anioły podtrzymujące Chustę świętej Weroniki. Po bokach malowane wizerunki Joachima i Anny.

### Odsłona pasyjna
Całkowicie zamknięte retabulum ołtarzowe, ukazuje cztery sceny pasyjne - stąd też widoczne były w okresie Wielkiego Postu. Na skrzydłach nieruchomych malowane wizerunki patronów fary. 
| - Jan Chrzciciel | - Pojmanie Chrystusa - Chrystus przed Piłatem | - Niesienie krzyża - Ukrzyżowanie Jezusa | - Święty Marcin |

### Pierwsza odsłona (powszechna)
Po otwarciu skrzydeł ukazuje się pierwsza odsłona, która była prezentowana w dni powszechnie. Na ośmiu kwaterach malowidła ukazujące po cztery epizody z życia patronów fary. 
| - Chrzest Jezusa w Jordanie - Msza świętego Marcina | - Męczeństwo Jana Chrzciciela - Święty Marcin darujący pół płaszcza żebrakowi | - Salome z głową Jana Chrzciciela - Święty Marcin wskrzeszający zmarłych | - Kazanie Jana Chrzciciela - Święty Marcin niszczący idole |

### Druga odsłona (świąteczna)

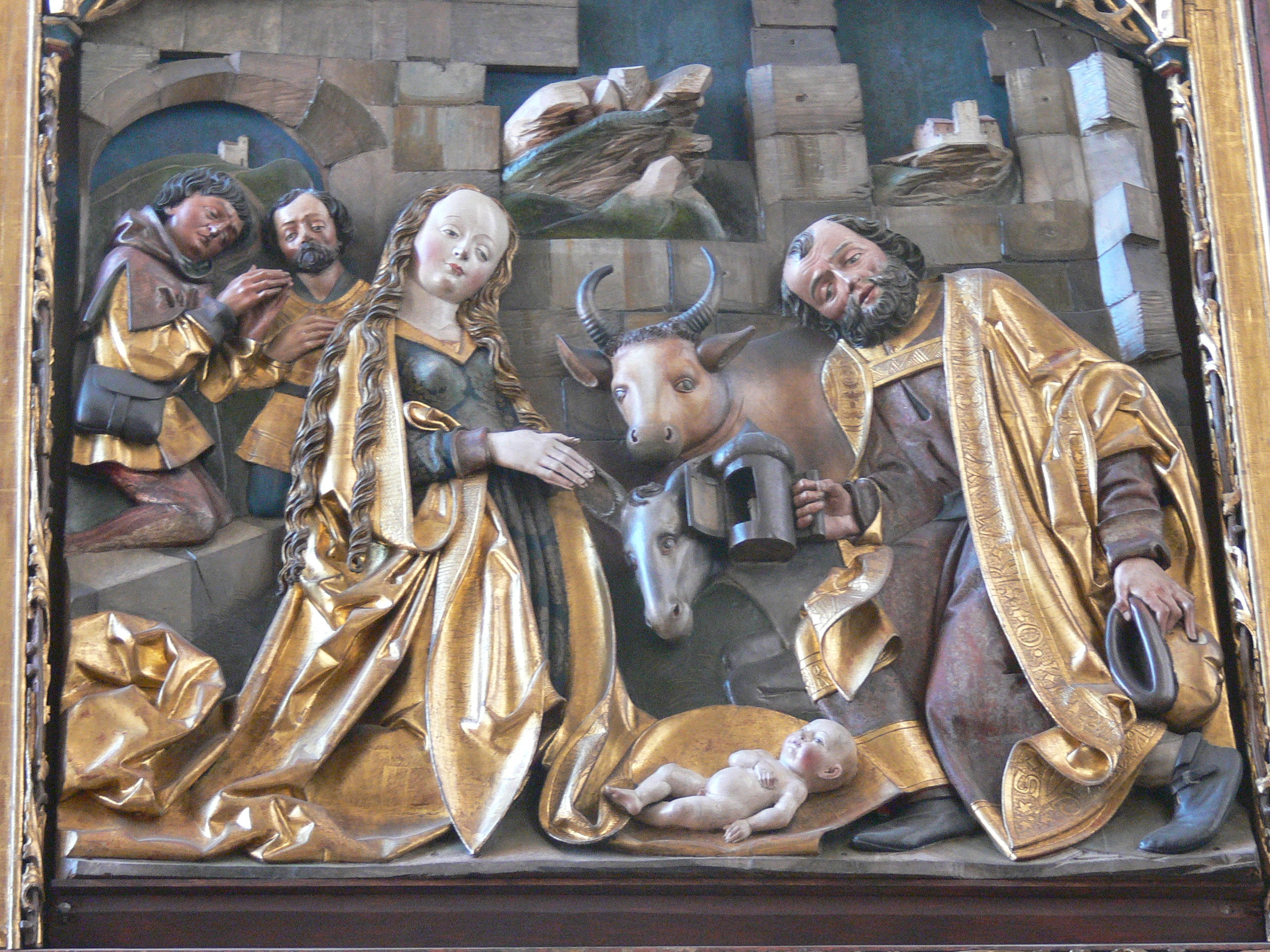
Odsłona świąteczna:Boże Narodzenie

Całkowicie otwarty poliptyk jest drugą odsłoną, prezentowaną w dni świąteczne. W przeciwieństwie do malowanych kwater odsłon tygodniowej i pasyjnej część środkowa i kwatery skrzydeł bocznych zawierają rzeźbione oraz płaskorzeźbione przedstawienia tworzące cykl Radości Marii   
| - Boże Narodzenie - Zesłanie Ducha Świętego | - Zmartwychwstanie Jezusa - Zaśnięcie Marii |

Szafa ołtarza jest trójdzielna, środkową szerszą część wypełniają pełnoplastyczne figury tworzące główną scenę - Koronację Marii przez Chrystusa w asyście aniołów i patronów kościoła umieszczonych po bokach.

### Predella

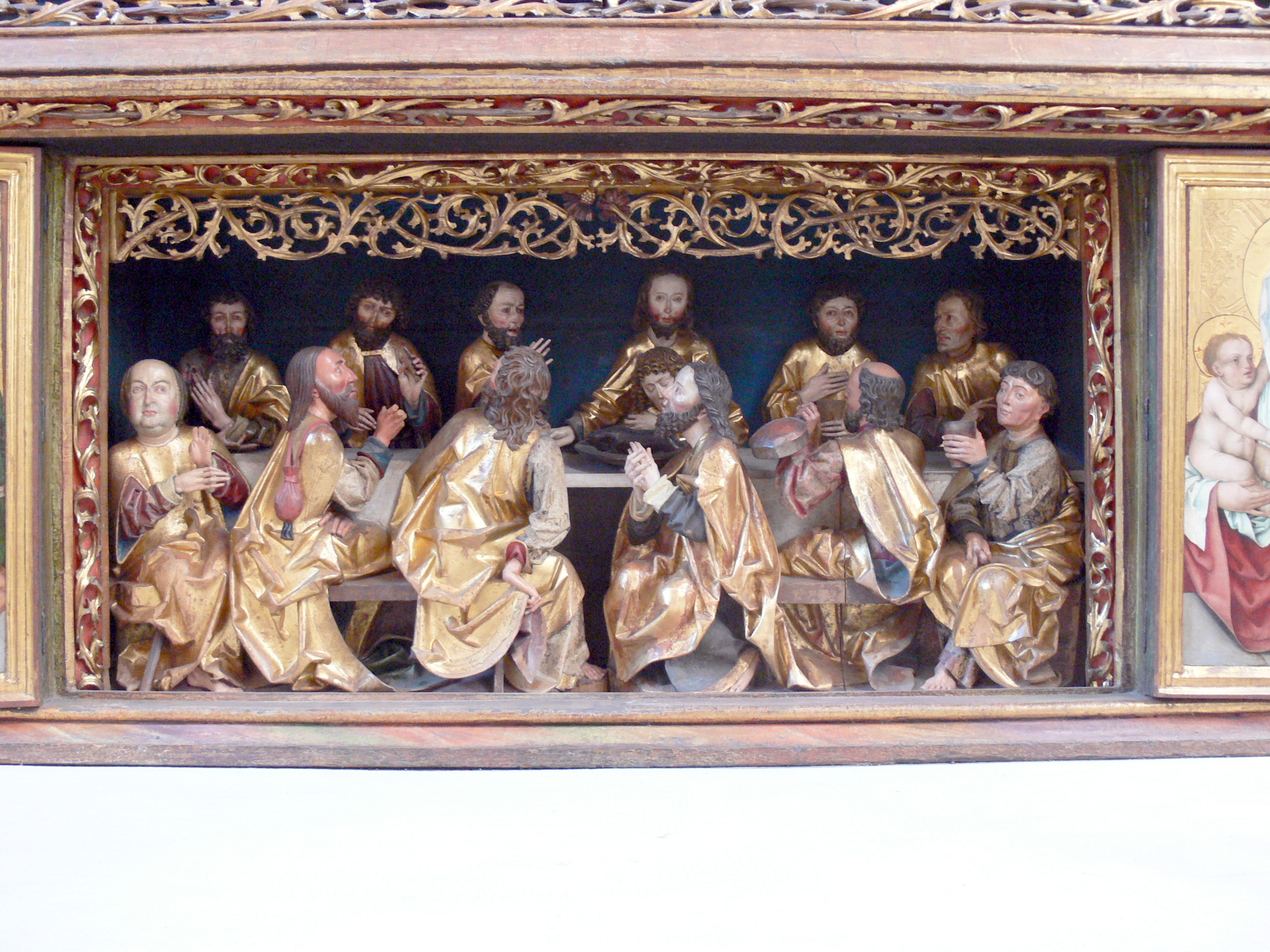
Predella: Ostatnia Wieczerza

Predella ołtarza ma strukturę zbliżoną do głównej części ołtarza, jest zamykana, ale za pomocą jednej pary skrzydeł. Głównym przedstawieniem jest rzeźbiona Ostatnia Wieczerza. Malowane awersy wypełniają podwójne portrety świętych Jana Chrzciciela i Marcina oraz Anny i Elżbiety Węgierskiej. Po zamknięciu skrzydeł wyłania się scena Złożenia Jezusa do grobu.

### Zwieńczenie
Część środkową wieńczy rozbudowana, stylizowana i ażurowa struktura architektoniczna, typowa dla retabulów szafiastych późnego gotyku. Pośród strzelistych fial na symetrycznie rozstawionych filarach z konsolami stoją pełnoplastyczne figury, tworzące scenę Sądu Ostatecznego. Ponad gzymsem wieńczącym szafę wyłaniają się figurki postaci oczekujące na Boży wyrok. Powyżej, pośrodku Chrystus jako Sędzia Świata w asyście Marii i Jana Chrzciciela. Razem tworzą grupę Deesis. Na osi zwieńczenia wznosi się strzelista wieża, wewnątrz której ukazana jest święta Anna Samotrzeć z Marią i Dzieciątkiem Jezus. Powyżej skrzydeł bocznych (z płaskorzeźbionymi kwaterami) figurki aniołów grających na trąbach.  

## Analiza

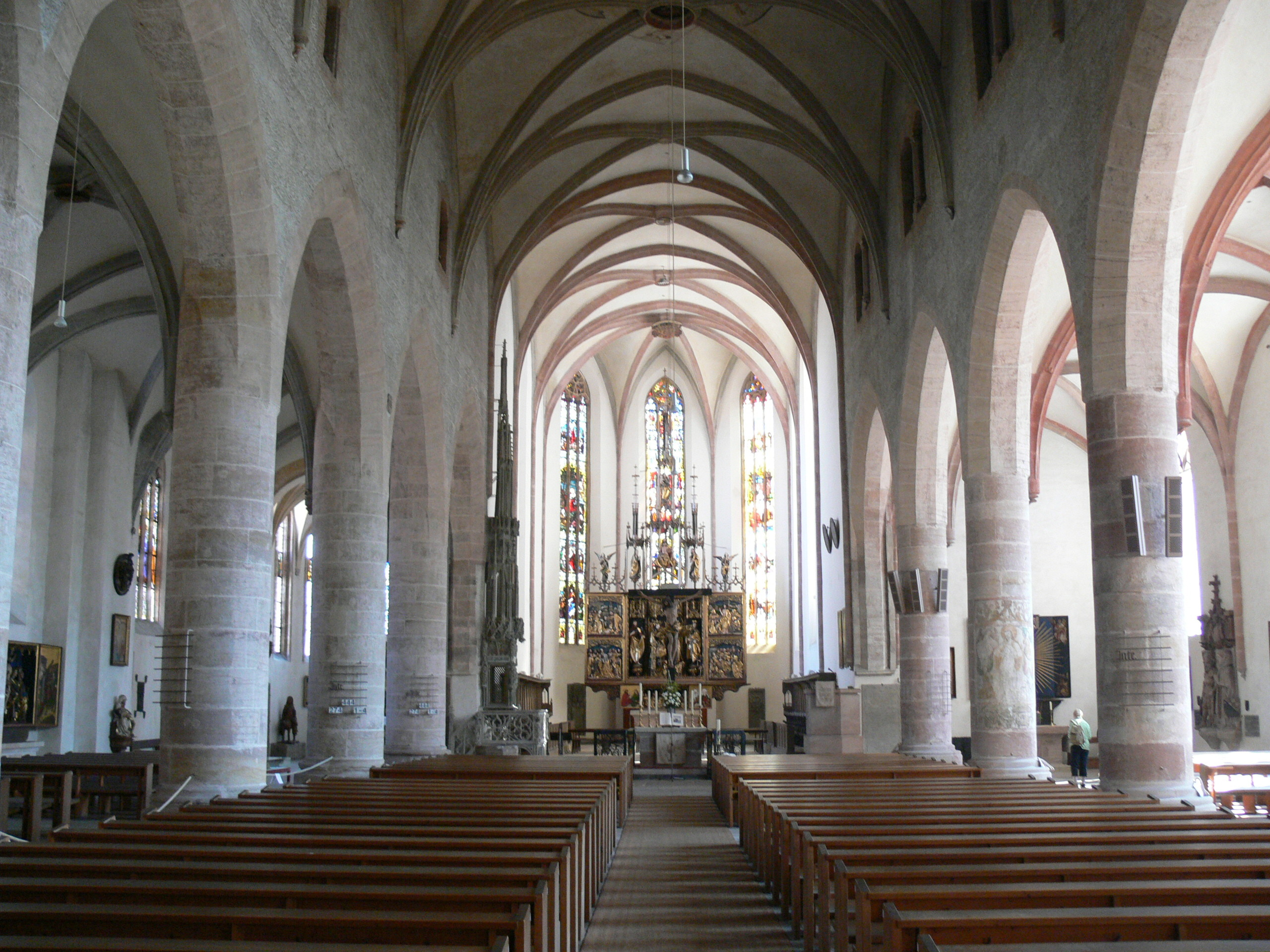
Wnętrze kościoła farnego w Schwabach z widokiem na ołtarz główny

Wspomniany list Derrera do rajców Szwabachu dotyczący aranżacji retabulum, daje do zrozumienia że ostatnia faza powstawania retabulum przypada na lata 1507-1508. W 1508 roku rzeźby były już gotowe. W ramach ostatniej konserwacji retabulum przeprowadzono badania dendrochronologiczne niektórych figur, stąd też w przypadku figury świętego Marcina, drzewo zostało ścięte w roku 1502. Stąd też na lata 1502-1503 badacze przypisują początek realizacji elementów rzeźbiarskich.   
O ile kwestia kwater malowanych pędzla Michaela Wolgemuta, dzięki wspomnianemu źródłowi z 1507 oraz cechom stylistycznym typowym dla nauczyciela Dürera jest w dużym stopniu oczywista i przyjmowana przez badaczy, zagadkowa jest wciąż kwestia autorstwa rzeźb i reliefów. W historiografii artystycznej kwestia ta wywołała szereg dyskusji wynikających z przypisywania przez niektórych badaczy rzeźb dwóm czołowym rzeźbiarzom późnego gotyku - Witowi Stwoszowi lub Mistrzowi Pawłowi z Lewoczy, który najprawdopodobniej był uczniem snycerza Krakowa i Norymbergi. Ten zaś - według innej hipotezy - mógł odbyć podróż czeladniczą do Norymbergi, podczas której mógł widzieć ukończone retabulum fary w Szwabachu, którego figury charakteryzuje sporo podobieństw do dzieł na Spiszu (m.in. figury ołtarza głównego fary w Lewoczy i figura św. Antoniego Pustelnika w kościele w Spiskiej Sobocie koło Popradu).    
Wit Stwosz przybyciu z Krakowa działał we Frankonii, głównie w jej stolicy, gdzie otrzymał kilka zleceń, część z nich zrealizował. Po sfałszowaniu weksla (który miał ułatwić rzeźbiarzowi wyjść z długów) został skazany na publiczne napiętnowanie i utratę praw obywatelskich, przy czym Wilhelm Derrer, zleceniodawca ołtarza w Schwabach wspierał krakowsko-norymberskiego snycerza. 